# Proculus (préfet de Constantinople)

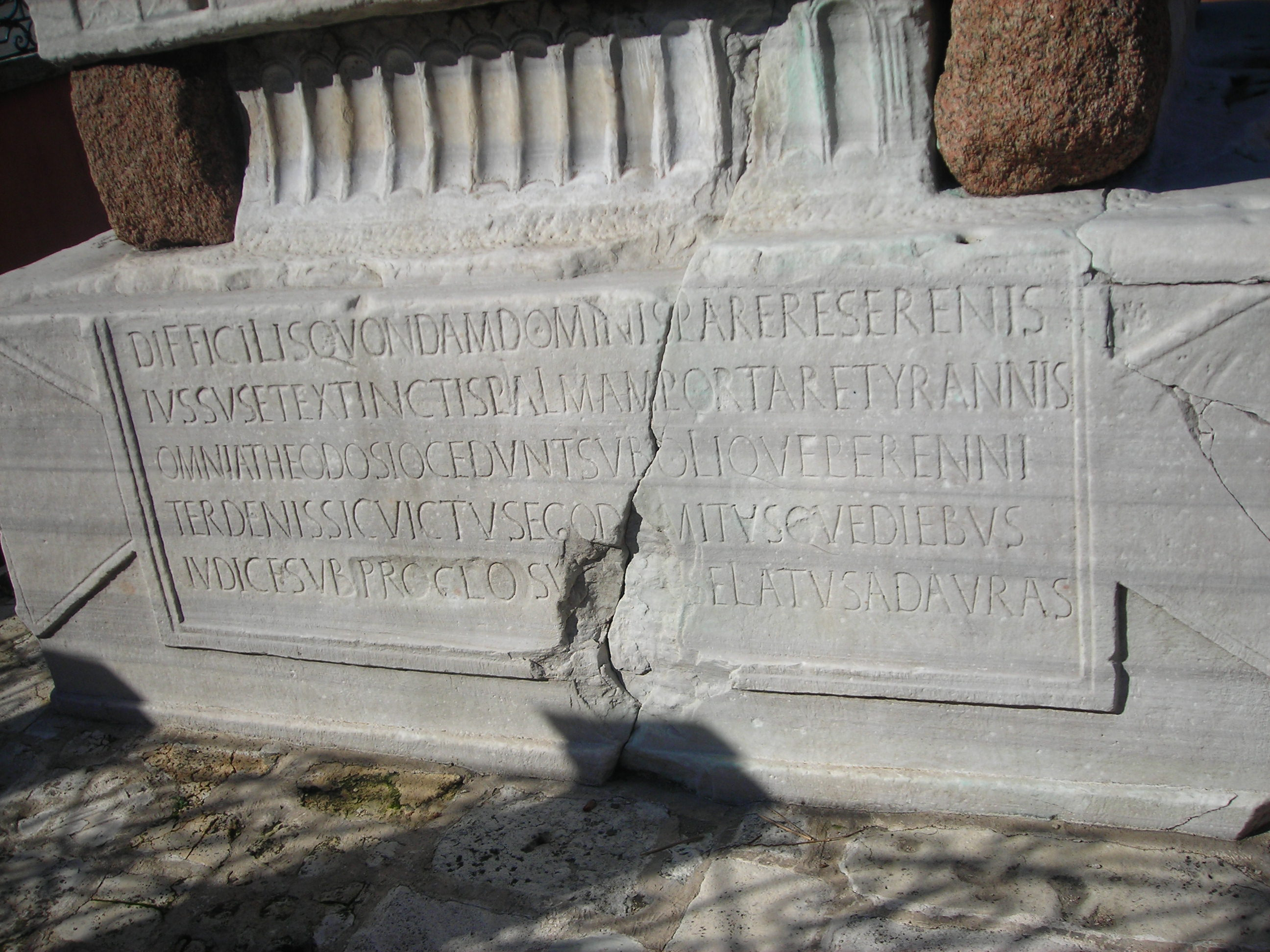
Vue du socle de l'obélisque de Théodose, initialement situé dans l'hippodrome de Constantinople. La légende laine commémore l'érection du monument par Proculus en 388, à l'occasion de la victoire de Théodose Ier sur l'usurpateur Magnus Maximus.

Pour les articles homonymes, voir Proculus.
Ne doit pas être confondu avec Proculus (juriste) ou Proculus (usurpateur).
Proculus (en grec ancien : Πρόκλος), mort le 16 décembre 393 à Constantinople, est un homme politique romain. Il fut préfet de la ville de Constantinople durant le règne de Théodose Ier, avant d'être entraîné dans la chute de son père Flavius Eutolmius Tatianus et exécuté.

## Biographie

### Famille et origines
Proculus est le fils d'Eutolmius Tatanius, consul en 391, et le petit-fils. d'Antonius Tatianus, praeses (gouverneur) de Carie de 360 environ à 364, durant le règne de l'empereur Julien. Sa famille, qui professe le paganisme, est originaire de Syrie,. 

### Carrière politique

#### Débuts
Proculus occupe le poste de gouverneur de Syrie-Palestine. Entre 383 et 384, il occupe la charge de comes Orientis. Son nom figure sur une stèle commémorative retrouvée près de l'estuaire du Nahr el-Kalb, dans l'actuel Liban.
En 386, Proculus est comes sacrarum largitionum comme son père avant lui.

#### Préfet de la ville de Constantinople
Le 16 juin 388, peu avant son départ en campagne contre l'usurpateur Magnus Maximus, l'empereur Théodose nomme Proculus praefectus urbi de Constantinople, après avoir donné à son père Eutolmius Tatianus la charge de préfet du prétoire d'Orient.
Après la victoire de l'empereur, Proculus fait ériger un obélisque, aujourd'hui connu sous le nom d'obélisque de Théodose, dans l'hippodrome de Constantinople, afin de commémorer l'événement.

### Chute
En 392, le consul Rufin, jaloux du pouvoir de Proculus et de son père, use de son influence pour lancer des accusations contre Proculus. Jugé et condamné à mort, Proculus est exécuté devant son père à Constantinople, dans un quartier appelé Sykai (correspondant au quartier de Galata de l'Istanbul moderne),.
Son nom a fait l'objet de damnatio memoriae et a été effacé des monuments, comme, par exemple, l'obélisque de Théodose dans l'hippodrome de Constantinople. 